# ورقة B2FH
ورقة B2FH، سميت بالأحرف الأولى من مؤلفي الورقة، مارغريت بوربيدج، جيفري بوربيدج، ويليام فاولر، وفريد هويل، هي ورقة تاريخية عن أصل العناصر الكيميائية المنشورة في مجلة مراجعات الفيزياء الحديثة في عام 1957. عنوان هذه الورقة هو «توليف العناصر في النجوم»، ولكن مع نمو تلك الورقة في التأثير، أصبح يُشار إليها فقط باسم "B2FH". نشرت ورقة B2FH نظرية التخليق النجمية على نطاق واسع في المجتمع العلمي، وخاصة بين علماء الفلك الذين رأوا أهمية كل يوم في بحثهم، في وقت كانت تحظى بتقدير مجموعة من الخبراء في الفيزياء النووية. لكنه لم يخلق نظرية التخليق النجمية النجمية بقدر ما جعلها حية بشكل واضح.
حددت الورقة بشكل شامل وحللت العديد من العمليات الرئيسية المسؤولة عن التخليق النووي للعناصر الأثقل من الحديد ووفرتها النسبية عن طريق الالتقاط داخل نجوم النيوترونات الحرة. حصل تقدم أقل بكثير فهم تخليق العناصر الوفيرة جدًا من السيليكون إلى النيكل. هنالك لغز حول هذا الأمر على الرغم من مشاركة هويل في تأليف B2FH وكونه المهندس المعماري المفاهيمي الرئيسي لها، لم تتضمن الورقة عملية حرق الكربون، وعملية حرق الأكسجين وعملية حرق السيليكون، حيث يساهم كل منهما بشكل كبير في نمو المعدن النجمي من المغنيسيوم إلى النيكل في الغاز البينجمي. المستعر الأعظم اللذي حقق ذلك تم نشره من قِبَل هويل في عام 1954. عزا دونالد كلايتون التوجهات الشديدة لورقة هويل لعام 1954 نسبة إلى الاستشهادات الضخمة من B2FH إلى عدة عوامل: الصعوبة المتقدمة لاستيعاب ورقة هويل لعام 1954 حتى بالنسبة للمشاركين في تأليف ورقة B2FH، كما ثبت أنه لعالم الفلك عمومًا؛ لوصف هويل معادلاته الأساسية فقط بالكلمات بدلاً من كتابتها بشكل بارز في ورقته؛ وأخيراً إلى عدم وجود مراجعة دقيقة من قبل هويل نفسه لمسودة B2FH التي كتبها مؤلفان صغار ممن لم يستوعبوا ورقة هويل بشكل كاف.

## الفيزياء في عام 1957
في وقت نشر ورقة B2FH، دعا جورج جامو إلى نظرية الكون التي تنص على أن جميع العناصر، أو النواة الذرية، تم تصنيعها خلال الانفجار الكبير. الآثار المترتبة على نظرية التخليق النووي في جامو (يجب عدم الخلط بينها وبين نظرية التخليق النووي الحالية) ستكون أن الوفرة النووية في الكون ثابتة إلى حد كبير. قام كل من هانز بيت وشارلز كراشفيلد باستخلاص سلسلة بروتون بروتون (سلسلة PP) في عام 1938، وكارل فون فيزساكر وهانس بيتي استقلا دورة CNO بشكل مستقل في عامي 1938 و 1939 على التوالي، لإظهار أن تحويل الهيدروجين إلى الهيليوم بواسطة الاندماج النووي يمكن أن يفسر إنتاج الطاقة النجمية. وهكذا، فقد عرفها جامو وآخرون بأن وفرة الهيدروجين والهيليوم لم تكن ثابتة تمامًا. إن الإنتاج الصغير للهيليوم يضيف هامشيًا إلى وفرة تركها الانفجار الكبير. لكن الطاقة النووية النجمية لم تكن خطوة قوية نحو التخليق النووي للنجوم. ظلت العناصر من الكربون فما فوق لغزًا. دافع جامو عن نظرية مفادها أن جميع العناصر كانت متبقية من الانفجار الكبير، مما يسمح أيضًا بتغييرات طفيفة في نسب الهيدروجين والهيليوم.
ثم قدم فريد هويل، في البداية في عام 1946 ولاحقًا في عام 1954، ومعاونيه الثلاثة الذين كتبوا B2FH رواية مختلفة عن أصل العناصر الثقيلة. وزعموا أن جميع النوى الذرية الأخرى الأثقل من الليثيوم كان لابد من تصنيعها في النجوم وليس أثناء الانفجار الكبير، إذا حدث الانفجار الكبير في الواقع (كما تم تأكيد ذلك لاحقًا). اتفقت كلتا النظريتين على أن بعض النوى الخفيفة (الهيدروجين والهيليوم وكتلة صغيرة نسبياً من الليثيوم) لم يتم خلقها في النجوم، وقد ساهم ذلك في النظرية المقبولة حاليًا لتكوين النوى الكبير للنووي في H و He و Li.

## الفيزياء في الورقة
لأن فكرة أصل ذرات العناصر الكيميائية داخل النجوم هي أن غالبية العناصر (جميعها باستثناء الهيدروجين والهيليوم والكمية الصغيرة من الليثيوم) يجب أن تأتي من النجوم، وتسمى هذه الفكرة نظرية التخليق النجمية. والفرق الرئيسي بين هذه النظرية في التخليق النووي للنجوم وجميع الحسابات السابقة لأصل العناصر هو أنها تنبأت بالتطور الكيميائي للكون، والذي يمكن اختباره بواسطة علماء الفلك الذين يقيسون الخطوط الطيفية للنجوم. تشرح ميكانيكا الكم لماذا تنبعث الذرات المختلفة الضوء بأطوال موجية مميزة وهكذا، فمن خلال دراسة الضوء المنبعث من نجوم مختلفة، قد يستنتج المرء التركيب الجوي للنجوم الفردية. عند القيام بمثل هذه المهمة، تشير الملاحظات إلى وجود علاقة سلبية قوية بين محتوى العنصر الثقيل الأولي للنجم (المعدن) وعمره (التحول إلى الأحمر). تميل النجوم المتشكلة حديثًا إلى الاحتواء على نسبة أعلى من المعدن.
تخبرنا نظرية الانفجار الكبير أن الكون المبكر يتكون من عناصر ضوئية فقط، ولذا يتوقع المرء أن تتكون النجوم الأولى من الهيدروجين والهيليوم والليثيوم، وهي العناصر الثلاثة الأخف وزنا. تشير البنية النجمية ومخطط هيرتزبرونغ-راسل إلى أن طول عمر النجم يعتمد إلى حد كبير على كتلته الأولية، بحيث تكون النجوم الضخمة قصيرة العمر للغاية، والنجوم الضخمة تدوم أطول. يجادل B2FH بأنه عندما يموت النجم، فإنه سيثري الوسط البينجمي بـ «العناصر الثقيلة» (في هذه الحالة جميع العناصر أثقل من الليثيوم، العنصر الثالث)، التي تتشكل منها النجوم الأحدث. يتوافق هذا الحساب مع الارتباط السلبي الملحوظ بين المعدن النجمي والتحول إلى الأحمر.
تصف النظرية التي قدمها مؤلفو B2FH أيضًا الجوانب الرئيسية للفيزياء الفيزيائية والفيزياء الفلكية التي تشارك في كيفية تحقيق النجوم لهذا الفعل الإبداعي. من خلال التدقيق الدقيق لجدول النيوكليدات، تمكنوا من وصف وجود بيئات نجمية مختلفة يمكن أن تؤدي إلى وفرة النظائر المرصودة والعمليات النووية التي يجب أن تحدث في هذه النجوم. في هذه الورقة، وصف المؤلفون بشكل خلاق وجود عملية p وعملية r وعملية s لحساب العناصر الأثقل من الحديد. إن وفرة هذه العناصر الثقيلة ونظائرها تقل بمقدار 100000 مرة تقريبًا عن العناصر الرئيسية، وهو ما أوضحه هويل في عام 1954 قبل ثلاث سنوات من الانصهار النووي داخل القشرة المحترقة للنجوم الضخمة.

## كتابة الورقة
كتبت مارغريت بوربيدج وجيفري بوربيدج أول مسودة كاملة للورقة في عام 1956 في معهد كاليفورنيا للتكنولوجيا، متضمنة مسودة سابقة للمواد لفولر وهويل مُضيفًة ملاحظات فلكية شاملة وبيانات تجريبية لدعم النظرية. كان لكل من البوربيدج (جيفري ومارغريت) وظائف مؤقتة تم إستحداثها لهم في عام 1956 في معهد كاليفورنيا للتكنولوجيا بواسطة فاولر لهذا الغرض. عمل هويل وفاولر على نطاق واسع في المسودة المبكرة في عام 1955 عندما كان جميع المؤلفين الأربعة معًا مؤقتًا في جامعة كامبريدج بالمملكة المتحدة. تم إنشاء النظرية الأصلية لتخليق النواة النجمية في وقت سابق في الأبحاث المنشورة في عامي 1946 و 1954 بواسطة فريد هويل في كامبريدج. أكد جيفري بوربيدج أن هنالك فهم خاطئ كان لدى البعض يفترض أن فاولر كان قائد المجموعة لأن الكتابة والعرض للنشر قد تمت في جامعة كاليفورنيا للتكنولوجيا في عام 1956. لكن فاولر، على الرغم من أنه عالم الفيزياء النووية بارع، كان لا يزال يتعلم بنشاط نظرية هويل في عام 1955 بينما كان في إجازة إجازة من معهد كاليفورنيا للتكنولوجيا وذكر لاحقا بشكل قاطع  أن هويل كان القائد الفكري لهذا الجهد. كان كلا بوربيديس يتعلمان أيضًا نظرية هويل خلال 1954-1955 في كامبريدج. ولكن «لم يكن هناك قائد في المجموعة»، كتب جي بيربريدج بحيرة في عام 2008، «لقد قدمنا جميعًا مساهمات كبيرة». يبدو أن فاولر كان قائدهم فقط من خلال الحصول على الورقة المكتوبة والمقدمة في معهد كاليفورنيا للتكنولوجيا، وأكد فاولر أن هويل كان القائد. إذن يمكن أن تكون تصريحات بيربريدج موضع تساؤل صحيح.

## الاعتراف
نظرًا لأن B2FH ركزت الاهتمام العلمي بشكل قوي على مجال الفيزياء الفلكية النووية، فقد قيل في كثير من الأحيان إنها أسست هذا الحقل، الذي يبالغ في أهميته بالنسبة لتاريخ العلوم إلى حد كبير. على الرغم من أن النظرية العلمية قد بدأت بشكل واضح من قبل فريد هويل في عامي 1946 و 1954، وكذلك عن طريق جذبه لجامعة كامبريدج في المملكة المتحدة، فريق B2FH، أوراق هويل الخاصة لم تجتذب المجتمع العلمي بالشكل الذي حققته ورقة B2FH بسرعة. صرح بعض الكتّاب خطأً بأن فاولر مُنح نصف جائزة نوبل في الفيزياء لعام 1983 لمساهماته في B2FH، ولكن هذه الجائزة قيل بوضوح بدلاً من ذلك أنها كانت من أجل عمل فاولر في التقييم لعقود من أوراق الفيزياء النووية التجريبية لمعدلات التفاعلات النووية الحرارية في النوى النجمية. يمكن رؤية مساهمات فاولر في B2FH بوضوح في التجربة النووية لتفاصيل العملية s والعملية r ، والتي كانت نظرياتها الإبداعية الجديدة الرئيسية التي استحوذت على اهتمام علماء الفلك. يعتقد البعض أن فريد هويل استحق أيضًا تقديراً مشابهاً لجائزة نوبل لمعرفته في ابتكار النظرية، وهم يؤكدون أن وجهات نظره غير التقليدية حول الانفجار الكبير لعبت دورًا في عدم حصوله على حصة من جائزة نوبل.

## الثورة الحضارية: أجهزة الكمبيوتر
تم كتابة ورقتي هويل (1946) وهويل (1954) و B2FH (1957) من قبل هؤلاء العلماء قبل ظهور عصر أجهزة الكمبيوتر. لقد استخدموا حسابات اليد والتفكير العميق والحدس البدني والإلمام التام بتفاصيل الفيزياء النووية. كما كانت هذه الأوراق التأسيسية بارزة، ظهر انفصال حضاري مع جيل أصغر من العمال الذين بدأوا في تصنيع برامج الكمبيوتر من شأنها أن تسفر في النهاية عن إجابات رقمية للتطور المتقدم للنجوم والتخليق النووي داخلها. معظم هذا الجيل الجديد لم يستوعب هويل (1954) بشكل جيد وعلى أي حال نسوا ما قرأوه في تركيزهم على المهمة الهائلة المتمثلة في حوسبة النجوم الضخمة. هم عادة لم يستشهدوا بهويل (1954) ولكنهم استشهدوا بورقة B2FH، والتي أصبحت اقتباسًا افتراضيًا ضروريًا لتخليق النواة النجمية. بدأت هذه الثورة الثقافية في أواخر الستينيات. أصبحت النتيجة المتعلقة بالارتباك حول هويل و B2FH التي تلت ذلك ممكنة بسبب فشل مراجعة B2FH في عرض صورة هويل. ومن المفهوم بالتالي شعور الجيل الجديد باكتشاف الصورة التي قدمها هويل، وإن كان ذلك بتفاصيل عددية هائلة. أظهرت النماذج الحاسوبية للنجوم الضخمة أن الاحتراق الأساسي في النجوم الضخمة وقع في نوى أصغر من مرحلة الاحتراق السابقة. هذا الانكماش في النوى المتتالية أسفر عن نموذج قشرة البصلة لتسلسل مراحل الحرق، وهو نموذج قاسي كان ضروريًا لصورة هويل عام 1954 ليكون بمثابة طرد متزامن للغزارة في كل مرحلة احتراق.